# .tk
‎.tk‏ دامنه اینترنتی کشور توکلائو (به انگلیسی: Tokelau) است.

## ویژگی‌ها
اکثر وب‌سایت‌های دارای این پسوند هیچ گونه ارتباطی با این کشور ۱۵۰۰ نفری در اقیانوس آرام ندارند. این دامنه اینترنتی به صورت کاملاً رایگان به هر کس که تمایل داشته باشد، داده خواهد شد. 
ثبت دامنه با پسوند .tk در www.dot.tk صورت می‌گیرد.